# Goldlacke
Goldlacke je malé horské jezero ve východní části Seckauských Taur, v rakouské spolkové zemi Štýrsko. Leží v nadmořské výšce 1958 metrů, v karu východně od vrcholu Seckauer Zinken (2397 m n. m.), jižně od vrcholu Hämmerkogel (2253 m n. m.).
Jezero Goldlacke odtéká potokem Seemayerbach, ten se vlévá do potoka Zirkenbach a ten do toku Gradenbach.
Jezero je dosažitelné od hostince Steinmühle, který leží dva kilometry východně od vesnice Seckau. Cesta vede údolím potoka Zinkenbech a trvá tři až tři a půl hodiny. Nejběžnější výstupová trasa na vrchol Seckauer Zinken vede nedaleko tohoto jezera.

## Okolí
Po značených turistických trasách lze od jezera dosáhnout vrcholy Seckauer Zinken nebo Geierhaupt, jezero Ingeringsee nebo poutní kostel Panny Marie Sněžné na vrchu Hochalm.